# Dominólepke
A dominólepke, más néven déli folyófűbagoly (Aedia leucomelas)  a rovarok (Insecta) osztályának a lepkék (Lepidoptera) rendjéhez, ezen belül a bagolylepkefélék (Noctuidae) családjához tartozó faj.

## Elterjedése
Nyugat- és Dél-Európától Közép- és Kelet-Ázsián át egészen Ausztráliáig bárhol előfordulhat.

## Alfajok
- Aedia leucomelas leucomelas (Linnaeus, 1758)
- Aedia leucomelas acronyctoides (Guenée, 1852) (Ausztrália)
- Aedia leucomelas thomae (Prout, 1927) (São Tomé)
- Aedia leucomelas limitaris (Walker, 1864) (Sarawak, Borneó)

## Megjelenése
Szárnyfesztávolsága 38–40 mm. Jellegzetes, fehér szárnytövű, fehérfoltos szárnyrojtú hátsó szárnya alapján könnyen felismerhető faj. A sötétbarna elülső szárnyak mintázottak lehetnek. A hernyók legfeljebb 55 mm hosszúak, alapszínük zöld, zöldes szürke, fekete pöttyökkel.

## Életmódja
Európában két, egymást átfedő generációja van május és október között. Éjszaka repül, és a fényforrások vonzzák. A hernyók  különböző Calystegia, Convolvulus, Ipomoea, Limonia, Lycopersicon, Merremia, Solanum, fajokon táplálkoznak. Hazánkban tápnövényei az édesburgonya (Ipomoea batatas) és a Condrilla juncea. A lárva gubóban telel át.

## Fordítás
- Ez a szócikk részben vagy egészben  az   Aedia leucomelas című német Wikipédia-szócikk fordításán alapul.  Az eredeti cikk szerkesztőit annak laptörténete sorolja fel. Ez a jelzés csupán a megfogalmazás eredetét és a szerzői jogokat jelzi, nem szolgál a cikkben szereplő információk forrásmegjelöléseként.